# Laccophilus burgeoni
Laccophilus burgeoni är en skalbaggsart som beskrevs av Gschwendtner 1930. Laccophilus burgeoni ingår i släktet Laccophilus och familjen dykare. Inga underarter finns listade i Catalogue of Life.